# Minter Village
Minter Village – obszar niemunicypalny w hrabstwie Kern, w Kalifornii (Stany Zjednoczone), na wysokości 129 m. Znajduje się około 21 km na północny zachód od Bakersfield.